# Средорек (Долнени)
Средорек (мкд. Средорек) је насеље у Северној Македонији, у средишњем делу државе. Средорек припада општини Дољнени.

## Географија
Насеље Средорек је смештено у средишњем делу Северне Македоније. Од најближег већег града, Прилепа, насеље је удаљено 22 km северозападно.
Рељеф: Средорек се налази у северном делу Пелагоније, највеће висоравни Северне Македоније. Насељски атар је махом равничарски, без већих водотока, док се даље ка северозападу издиже Бушева планина. Надморска висина насеља је приближно 600 метара.
Клима у насељу је континентална.

## Становништво
По попису становништва из 2002. године, Средорек је имао 52 становника.
Претежно становништво у етнички Македонци (100%).
Већинска вероисповест у насељу је православље.